# Iris hookeriana
Iris hookeriana är en irisväxtart som beskrevs av Michael Foster. Iris hookeriana ingår i släktet irisar, och familjen irisväxter. Inga underarter finns listade i Catalogue of Life.